# Feralpisalò 2010-2011
Questa pagina raccoglie le informazioni riguardanti la Feralpisalò nelle competizioni ufficiali della stagione 2010-2011.

## Stagione
Nella stagione 2010-11 la Feralpisalò ha disputato il girone A del campionato Nazionale di Seconda Divisione di Lega Pro, ottenendo il secondo posto in classifica con 57 punti a due lunghezze dalla Tritium, promossa direttamente in Prima Divisione. Vincendo i playoff, la Feralpisalò ha ottenuto la promozione in Prima Divisione, superando in semifinale il Renate ed in finale la Pro Patria. Il centrocampista Andrea Bracaletti con 11 reti, è stato il miglior realizzatore stagionale dei verdeazzurri salodiani. I Leoni del Garda hanno potuto anche partecipare anche alla Coppa Italia nazionale, ma sono subito stati eliminati dal Taranto (1-0). Nella Coppa Italia di Lega Pro la squadra gardesana non partecipa ai gironi di qualificazione, avendo partecipato alla Coppa Italia nazionale, ma è stata subito eliminata nel primo turno ad eliminazione diretta dal Bassano Virtus che si è imposta (0-1) al Turina.

## Divise e sponsor
Lo sponsor tecnico per la stagione 2010-2011 è Lotto mentre gli sponsor ufficiali sono Feralpi e Ivars e Fonte Tavina.
| Casa | Trasferta |

## Rosa
| N. |                   | Ruolo | Calciatore         |
| -- | ----------------- | ----- | ------------------ |
|    | Italia (bandiera) | P     | Paolo Branduani    |
|    | Italia (bandiera) | D     | Mauro Bonaccorsi   |
|    | Italia (bandiera) | D     | Enrico Chiarini    |
|    | Italia (bandiera) | D     | Umberto Colicchio  |
|    | Italia (bandiera) | D     | Roberto Cortellini |
|    | Italia (bandiera) | D     | Omar Leonarduzzi   |
|    | Italia (bandiera) | D     | Marco Ortolan      |
|    | Italia (bandiera) | D     | Andrea Savoia      |
|    | Italia (bandiera) | D     | Paolo Sberna       |
|    | Italia (bandiera) | D     | Andrea Turato      |
|    | Italia (bandiera) | C     | Riccardo Baggio    |
|    | Italia (bandiera) | C     | Samuele Dragoni    |
|    | Italia (bandiera) | C     | Nicolò Lauricella  |
|    | Italia (bandiera) | C     | Andrea Mantovani   |

| N. |                           | Ruolo | Calciatore            |
| -- | ------------------------- | ----- | --------------------- |
|    | Rep. del Congo (bandiera) | C     | Fidèle Muwana         |
|    | Italia (bandiera)         | C     | Fabio Oretti          |
|    | Italia (bandiera)         | C     | Andrea Pianetti       |
|    | Italia (bandiera)         | C     | Marco Scioli          |
|    | Italia (bandiera)         | C     | Michele Sella         |
|    | Italia (bandiera)         | C     | Christian Zanola      |
|    | Italia (bandiera)         | A     | Andrea Bracaletti     |
|    | Italia (bandiera)         | A     | Federico Coppiardi    |
|    | Italia (bandiera)         | A     | Nicola Decò           |
|    | Italia (bandiera)         | A     | Ivan Graziani         |
|    | Italia (bandiera)         | A     | Giuseppe Meloni       |
|    | Italia (bandiera)         | A     | Cristian Quarenghi    |
|    | Argentina (bandiera)      | A     | Pablo German Rossetti |

## Risultati

### Campionato

#### Girone di andata
| Arbitro: | Di Stefano (Alghero) |

|                |           |  |
| I. Graziani 8’ | Marcatori |  |

| Arbitro: | Lobina (Cagliari) |

|  |           |              |
|  | Marcatori | 47’ Rossetti |

| 12 settembre 2010 3ª giornata |  | – Turno di riposo Feralpisalò |  |  |

| Arbitro: | Cifelli (Campobasso) |

|              |           |  |
| Rossetti 23’ | Marcatori |  |

| Arbitro: | Peretti (Verona) |

|  |           |                |
|  | Marcatori | 27’ Bracaletti |

| Salò 3 ottobre 2010 6ª giornata | Feralpisalò      | 0 – 0 | Casale | Stadio Lino Turina\| Arbitro: \| Todaro (Palermo) \| |
| Arbitro:                        | Todaro (Palermo) |       |        |                                                      |

| Arbitro: | De Faveri (San Donà di Piave) |

|               |           |                           |
| J. Ravasi 80’ | Marcatori | 45’ Bracaletti 49’ Sberna |

| Arbitro: | Ripa (Nocera Inferiore) |

|            |           |             |
| Zanola 23’ | Marcatori | 82’ Bertoni |

| Salò 24 ottobre 2010 9ª giornata | Feralpisalò               | 0 – 0 | Mezzocorona | Stadio Lino Turina\| Arbitro: \| Albertini (Ascoli Piceno) \| |
| Arbitro:                         | Albertini (Ascoli Piceno) |       |             |                                                               |

| Sacile 31 ottobre 2010 10ª giornata | Sacilese          | 0 – 0 | Feralpisalò | Stadio XXV Aprile - Aldo Castenetto\| Arbitro: \| Oliveri (Palermo) \| |
| Arbitro:                            | Oliveri (Palermo) |       |             |                                                                        |

| Arbitro: | Zeoli (Napoli) |

|                 |           |  |
| I. Graziani 66’ | Marcatori |  |

| Arbitro: | Mariani (Aprilia) |

|                 |           |                               |
| Bonomi 10’, 41’ | Marcatori | 31’ I. Graziani 64’ Quarenghi |

| Arbitro: | Ros (Pordenone) |

|  |           |            |
|  | Marcatori | 13’ Fabbro |

| Arbitro: | Gallo (Barcellona Pozzo di Gotto) |

|                            |           |                                |
| Ripa 70’, 85’ Serafini 90’ | Marcatori | 12’ I. Graziani 17’ Bracaletti |

| Salò 5 dicembre 2010 15ª giornata | Feralpisalò   | 0 – 0 | Savona | Stadio Lino Turina\| Arbitro: \| Marini (Roma) \| |
| Arbitro:                          | Marini (Roma) |       |        |                                                   |

| San Bonifacio 12 dicembre 2010 16ª giornata | Sambonifacese       | 0 – 0 | Feralpisalò | Stadio Renzo Tizian\| Arbitro: \| Zappatore (Taranto) \| |
| Arbitro:                                    | Zappatore (Taranto) |       |             |                                                          |

| Arbitro: | Romani (Modena) |

|                                           |           |  |
| I. Graziani 18’ Muwana 44’ Bracaletti 89’ | Marcatori |  |

#### Girone di ritorno
| Arbitro: | Mangialardi (Pistoia) |

|              |           |                                          |
| Cristini 68’ | Marcatori | 18’ Muwana 22’ I. Graziani 80’ Quarenghi |

| Arbitro: | Monaco (Tivoli) |

|               |           |              |
| Coppiardi 27’ | Marcatori | 31’ Floriano |

| 30 gennaio 2011 20ª giornata |  | – Turno di riposo Feralpisalò |  |  |

| Arbitro: | Chiantini (Pisa) |

|            |           |                                     |
| Vasoio 23’ | Marcatori | 64’ (rig.) Quarenghi 84’ Bracaletti |

| Arbitro: | Oliveri (Palermo) |

|                  |           |                |
| Verdi 57’ (aut.) | Marcatori | 39’ Antoniacci |

| Casale Monferrato 20 febbraio 2011 23ª giornata | Casale             | 0 – 0 | Feralpisalò | Stadio Natale Palli\| Arbitro: \| Ceccarelli (Terni) \| |
| Arbitro:                                        | Ceccarelli (Terni) |       |             |                                                         |

| Arbitro: | Merlino (Udine) |

|               |           |                                           |
| Quarenghi 67’ | Marcatori | 65’ Battaglino 68’ Moretti 90+2’ Pianetti |

| Arbitro: | Fogliano (Perugia) |

|                   |           |  |
| S. Martinelli 54’ | Marcatori |  |

| Arbitro: | Fabbrini (Livorno) |

|  |           |                 |
|  | Marcatori | 90’ Leonarduzzi |

| Arbitro: | Bruno (Torino) |

|                          |           |  |
| Quarenghi 65’ Scioli 89’ | Marcatori |  |

| Sanremo 27 marzo 2011 28ª giornata | Sanremese        | 0 – 0 | Feralpisalò | Stadio comunale di Sanremo\| Arbitro: \| Strocchia (Nola) \| |
| Arbitro:                           | Strocchia (Nola) |       |             |                                                              |

| Arbitro: | Aloisi (Avezzano) |

|  |           |                          |
|  | Marcatori | 40’ Bonomi 79’ Malatesta |

| Arbitro: | Marini (Roma) |

|                   |           |                                           |
| L. Martinelli 48’ | Marcatori | 25’ Meloni 74’ Leonarduzzi 76’ Bracaletti |

| Arbitro: | Fiore (Barletta) |

|                                  |           |              |
| Bracaletti 15’ (rig.) Meloni 29’ | Marcatori | 60’ Bruccini |

| Arbitro: | Dei Giudici (Latina) |

|  |           |            |
|  | Marcatori | 20’ Meloni |

| Arbitro: | Zivelli (Torre Annunziata) |

|                                       |           |             |
| Bracaletti 47’ (rig.) I. Graziani 56’ | Marcatori | 86’ Faccini |

| Arbitro: | Affinito (Frattamaggiore) |

|            |           |                                |
| Prandi 26’ | Marcatori | 8’ I. Graziani 52’ Leonarduzzi |

#### Play off
| Arbitro: | Saia (Palermo) |

|              |           |                |
| Brognoli 13’ | Marcatori | 18’ Bracaletti |

| Arbitro: | Pasqua (Tivoli) |

|                      |           |  |
| Quarenghi 33’ (rig.) | Marcatori |  |

| Arbitro: | Peretti (Verona) |

|               |           |                |
| Benedetti 22’ | Marcatori | 24’ Bracaletti |

| Arbitro: | Pairetto (Nichelino) |

|                             |           |                     |
| Bracaletti 60’ Meloni 90+3’ | Marcatori | 27’ (rig.) Serafini |

### Coppa Italia
| Arbitro: | Ripa (Nocera Inferiore) |

|                |           |  |
| Nic. Russo 82’ | Marcatori |  |

### Coppa Italia Lega Pro
| Arbitro: | Benassi (Bologna) |

|  |           |                 |
|  | Marcatori | 56’ Guariniello |